# Thief (album)
Pour les articles homonymes, voir Thief.
Albums de Tangerine Dream
 Tangram
(1980) Exit
(1981)
Thief est un album du groupe Tangerine Dream sorti en 1981. Il constitue la bande originale du film américain Le Solitaire de Michael Mann.

## Titres
Toutes les chansons sont écrites et composées par Edgar Froese, Christopher Franke et Johannes Schmoelling.
| 1.    | Beach Theme   |  |
| 2.    | Dr Destructo  |  |
| 3.    | Diamond Diary |  |
| 4.    | Burning Bar   |  |
| 5.    | Beach Theme   |  |
| 6.    | Scrap Yard    |  |
| 7.    | Trap Feeling  |  |
| 8.    | Igneous       |  |
| 40:11 |               |  |

## Classements hebdomadaires
| Classement (1981)             | Meilleure place |
| ----------------------------- | --------------- |
| États-Unis (Billboard 200)    | 115             |
| Royaume-Uni (UK Albums Chart) | 43              |

## Artistes
- Edgar Froese : Claviers, équipement électronique, guitares.
- Christopher Franke : Claviers, équipement électronique, percussions électroniques.
- Johannes Schmoelling : Claviers, équipement électronique.